# Dendrocnide basirotunda
Dendrocnide basirotunda är en nässelväxtart som först beskrevs av Cheng Yih Wu, och fick sitt nu gällande namn av Chew. Dendrocnide basirotunda ingår i släktet Dendrocnide och familjen nässelväxter. Inga underarter finns listade i Catalogue of Life.